# サン・チェザーレオ
サン・チェザーレオ（伊: San Cesareo）は、イタリア共和国ラツィオ州ローマ県にある、人口約16,000人の基礎自治体（コムーネ）。

## 地理

### 位置・広がり
ローマ県南東部のコムーネ。

#### 隣接コムーネ
隣接するコムーネは以下の通り。
- コロンナ
- モンテ・コンパトリ
- パレストリーナ
- ロッカ・プリオーラ
- ザガローロ

### 気候分類・地震分類
サン・チェザーレオにおけるイタリアの気候分類 (it) および度日は、zona D, 1908 GGである。
また、イタリアの地震リスク階級 (it) では、zona 2B (sismicità media) に分類される。

## 行政

### 山岳部共同体
広域行政組織である山岳部共同体 Comunità montana Castelli Romani e Prenestini  (it) に属する。

### 分離集落
サン・チェザーレオには、以下の分離集落（フラツィオーネ）がある。
- Campo Gillaro, Colle Noce, Colle San Pietro, La Vetrice, Prato Rinaldo